# Leandra verticillata
Leandra verticillata är en tvåhjärtbladig växtart som först beskrevs av Dc., och fick sitt nu gällande namn av Célestin Alfred Cogniaux. Leandra verticillata ingår i släktet Leandra och familjen Melastomataceae. Inga underarter finns listade i Catalogue of Life.